# Oscar Jonsson
För andra betydelser, se Oscar Jonsson (olika betydelser).

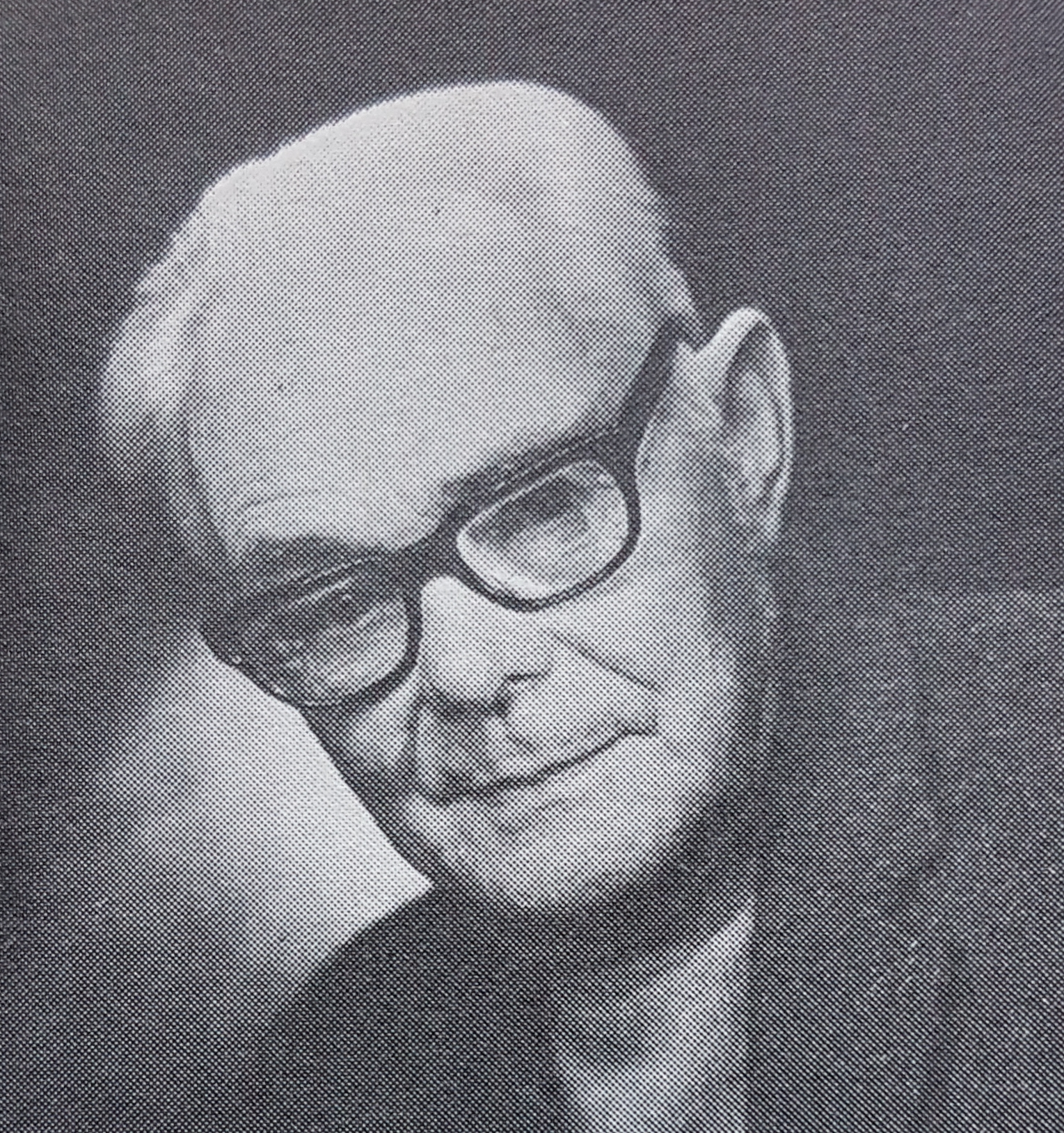
Oscar Jonsson

Oscar Laurentius Jonsson född 20 augusti 1895 i Väse Värmland, död 1982, var en svensk målare och konservator. 
Jonsson studerade vid Tekniska skolan i Stockholm 1917-1919 samt vid Wilhelmsons och Althins målarskolor. Därefter följde 
studieresor till Frankrike, Danmark och Norge. Under Frankrikevistelsen tog han stort intryck av André Lhotes kubism och det medeltida kyromålandet. Han har deltagit i samlingsutställningar på Liljevalchs Stockholm 1934 och 1939, God konst i Göteborg 1950 och i Karlstad med Värmländska konstförbundet samt separatutställningar på Värmlands museum 1937, 1938 och 1953.
Som konstnär har han utfört ett flertal monumentala målningar, affischer, grafiska blad.
Som illustratör har han illustrerat boken Smidda järnkors på Ekshärads kyrkogård Han formgav 1939 den smidda brudkronan till Karlstads domkyrka som färdigställdes av guldsmeden Thure Ahlgren. Åren 1930-1937 var han verksam som konservator.
Bland hans offentliga arbeten finns Liv, död, liv i bårhuset vid Ekshärads kyrka,
Skogen och jorden Kyrkeruds lantmannaskola, Livet Grums ålderdomshem och Ungdom på Centralskolan i Avesta.
Jonsson är representerad på Värmlands museum och i Gustav VI Adolfs handteckningssamling.